# سفينة الرحمة
سفينة ميرسي وتُترجم حرفيًا إلى سفينة الرحمة (بالإنجليزية: Mercy-class)‏ هيَ سفينة مستشفى عِملاقة تُستخدم من قِبل البحرية الأمريكية. صُمّمت هذه السفينة في 1970 من قبل الشركة الوطنية للصلب وبناء السفن ثمّ تمكّنت بحرية الولايات المُتحدة منَ الحصول عليها وتحويلها إلى سفينة مستشفى قبل أن تدخلَ حيّز الخدمة في عامي 1986 أو 1987.
يتم تشغيل هذهِ السفينة من قبل القيادة العسكرية للسفن وهي مُصمَّمة لتوفير الرعاية في حالةِ الطوارئ في الموقع التي تتركّز فيها القوات الأمريكية كما تُستخدم في عمليّات الإغاثة في حالات الكوارث والعمليات الإنسانية. تحتوي السفينة على عددٍ من الغرف المجهزة تجهيزًا كاملًا من أجلِ استقبال الجرحى كما تتوفّر على منشأة بسعة 1000 سرير بالإضافةِ إلى مختبرٍ طبي وصيدلية ومختبر للبصريات فضلًا عن مركزٍ للتصوير المقطعي المحوسب واثنين من مراكز الأكسجين.

## السفن
أصدرت الشركة المُصنّعة لهذا النوعِ من السفن طرازين:
- سفينة ميرسي (يُمكن ترجمتها حرفيًا إلى سفينة الرحمة)
- سفينة كومفورت (يُمكن ترجمتها حرفيًا إلى سفينة الراحة)

## التاريخ
تتخذُ سفينة ميرسي من سان دييغو بكاليفورنيا مقرًا لها وتعملُ في المقام الأول في المحيط الهادئ والمحيط الهندي. قامت السفينة بأولى مهمّاتها في عام 1987 عبرَ رحلةٍ إنسانية إلى الفلبين وجنوب المحيط الهادئ فيما قامت بأوّل مهمة عسكريّة خِلال حرب الخليج الأولى. لعبت دورًا مهمًا في إنقاذ أرواحِ البشر خلال الكوارث الكبيرة على غِرار ما قامت بهِ في أعقاب كارثة تسونامي في عام 2004 كما ساعدت الفلبين ودول أخرى في أعقاب إعصار هايان.
عملت الشركة المُصنّعة على نشرِ سفينة ثانيّة من نفس الطراز تقريبًا ولنفس المهام وسُميّت سفينة كومفورت حيثُ اتخذت من جورجيا مقرًا لها وعملت في منطقة البحر الكاريبي وأمريكا اللاتينية. أول عملٍ عسكري لها تمثل بالأساس في دعمِ قوات التحالف قُبالة سواحل الكويت خلال عملية عاصفة الصحراء أما أوّل مهامها الإنسانية فقد كانَ في عام 1994 حينما ساعدت المهاجرين الهايتيين والكوبيين الذين كانوا يتطلعون للوصول إلى أمريكا. في أعقاب أحداث 11 سبتمبر؛ صارَ لسفينة كومفورت نشاطًا أكبر حيثُ أُرسلت لمانهاتن لتوفير الخدمات الطبية اللازمة. توجهت فيما بعد صوبَ العراق وذلك خلال غزوه عام 2003 وبحلول العام 2005 عادت السفنية لإنقاذ المواطنين الأمريكيين في أعقاب الدمار الذي خلفه إعصار كاترينا. بعد خمس سنواتٍ كاملة؛ قامت كومفورت بمهمة أخرى في المجال الإنساني بعدما ساعدت المتضررين من زلزال هايتي. في أيّار/مايو 2015 تحرّكت السفينة باتجاهِ كينغستون في جامايكا لتقديمِ الخدمات الطبية بما في ذلك البصريات وطب الأسنان والطب العام وصحة المرأة وطب الأطفال والصيدلة وذلك في إطار مهمّة «الوعد المستمر» وهي مهمة إنسانية استمرت قرابة نصفِ عام في جميع أنحاء منطقة البحر الكاريبي.

## انتقادات
تُعدّ سفينة ميرسي أو سفينة الرحمة من الحجمِ الكبير حيث تضم 1000 سرير ويمكن أن تستقبل حتى 200 مريضًا يوميًا. يستطيعُ الطاقم الطبّي للسفينة أداء معظم العمليات الجراحية في مختلف الظروف البحرية ومعَ ذلك فقد تعرّضت السفينة لعددٍ من الانتقادات التي يُمكن حصرها في النقاط التاليّة:
- بطيئة للغاية حيثُ لا تتجاوز السرعة القصوى للسفينة 17 عقدة فضلًا عن كونها أكبر بكثير – من حيث القدرة الطبية – مما هو مطلوب لمعظم العمليات العسكرية ما يجعلُ رصها أمرٌ صعب ومعقد نوعًا ما. لطالما انتُقدت السفينة بسببِ ضخامتها التي تجعلها عُرضةً للهجوم بالإضافة إلى عدم قدرتها على المناورة. من الناحية النظرية؛ لا يُمكن أن يحدث هذا مطلقًا حيث إن مهاجمة سفينة مستشفى يعد جريمة حرب بموجب اتفاقية لاهاي لعام 1907 لكن مثلَ هذهِ السفن قد تتعرض لهجمات من قبل منظمات الإرهابية أو من قبلِ كيانات أخرى لا تلتزمُ باتفاقيات الحرب القائمة.
- في بعض الحالات الحرجة يجبُ نقل الجرحى عبر طائرات الهليكوبتر لكنّ هذا النوع من السفن يحدّ من قدرات طائرات الهليكوبتر باعتبارِ أن لكل سفينة منصة هبوط واحدة فقط.
- حركة المريض داخل السفينة محدودة ويستوجبُ نقلهُ من مقصورة إلى أخرى وهكذا حتى يتمّ نقلهُ إلى سفينة أخرى.

في منتصف عام 2004 قال نائب الأدميرال مايكل ل. كوان الجرّاح العام ورئيس مكتب الطب والجراحة «إنه يجب تقاعد سفينتي الراحة والرحمة ... إنها سفن رائعة لكنها ديناصورات! لقد تم تصميمها في السبعينيات وبُنيت في الثمانينات وبصراحة لقد عفا عليها الزمن.»